# Brigueil-le-Chantre
Brigueil-le-Chantre – miejscowość i gmina we Francji, w regionie Nowa Akwitania, w departamencie Vienne.
Według danych na rok 1990 gminę zamieszkiwały 674 osoby, a gęstość zaludnienia wynosiła 13 osób/km² (wśród 1467 gmin regionu Poitou-Charentes Brigueil-le-Chantre plasuje się na 448. miejscu pod względem liczby ludności, natomiast pod względem powierzchni na miejscu 29.).